# 関東福祉専門学校
関東福祉専門学校（かんとうふくしせんもんがっこう、英語 : Kanto Welfare College）とは、埼玉県鴻巣市中央にある日本の専修学校。1997年に設置された。老人福祉施設を運営しているGenki Groupの一員であり、学校法人明星学園が運営している。

## 概要
介護福祉科を置く専修学校および、厚生労働大臣の指定する介護福祉士養成施設であり、お年寄りや身体の不自由な方を支える介護の専門職「介護福祉士」を養成する。在学中に全員が介護福祉士国家試験を受験する（必須）。合格して卒業すると介護福祉士の国家資格と専門士の称号が得られる。2009年から外国人留学生も広く受け入れている。
また、埼玉県から委託を受け、就職を目的に介護福祉士の国家資格の取得を目指す2年間の職業訓練を実施しており、委託訓練生として本科生と一緒に学ぶ。卒業すると介護福祉士国家試験の受験資格および専門士の称号が得られる。定員は若干名で、受講料（学費）は無料（教科書・実習着等の諸経費は自己負担）。募集期間中（毎年12月下旬～2月中旬）に所在地を管轄するハローワークに相談し、入校願書を埼玉県職業能力開発センターに提出する。

## 設置学科
- 介護福祉科（2年制・定員80名）

## 沿革
- 1997年4月 - 老人福祉施設を運営する社会福祉法人元気村が「関東福祉専門学校」を設立[4]
- 2020年4月 - 設置者法人を学校法人恵済学園に移管[5]
- 2022年4月 - 学校法人明星学園が学校法人恵済学園を吸収合併。これに伴い、設置者法人が学校法人明星学園に変更[6]

## 交通
- JR高崎線「鴻巣駅」東口より徒歩約20分。または、1番乗り場「加須車庫」「加須駅南口」「騎西城」行きのいずれかに乗車し「関東福祉専門学校前」下車すぐ。3番乗り場「免許センター」行きに乗車し「保健所前」下車、徒歩7分。
- 東武東上線「東松山駅」東口から川越観光バス、または東武東上線・JR川越線「川越駅」東口から東武バス「鴻巣駅経由免許センター」行きに乗車し「保健所前」下車、徒歩7分。
- 東武伊勢崎線「加須駅」南口から朝日バス「鴻巣駅経由免許センター」行きに乗車し「関東福祉専門学校前」下車、徒歩1分。

## 併設校
- 明星幼稚園
- 浦和学院高等学校
- 国際医療専門学校